# Perico (Cuba)

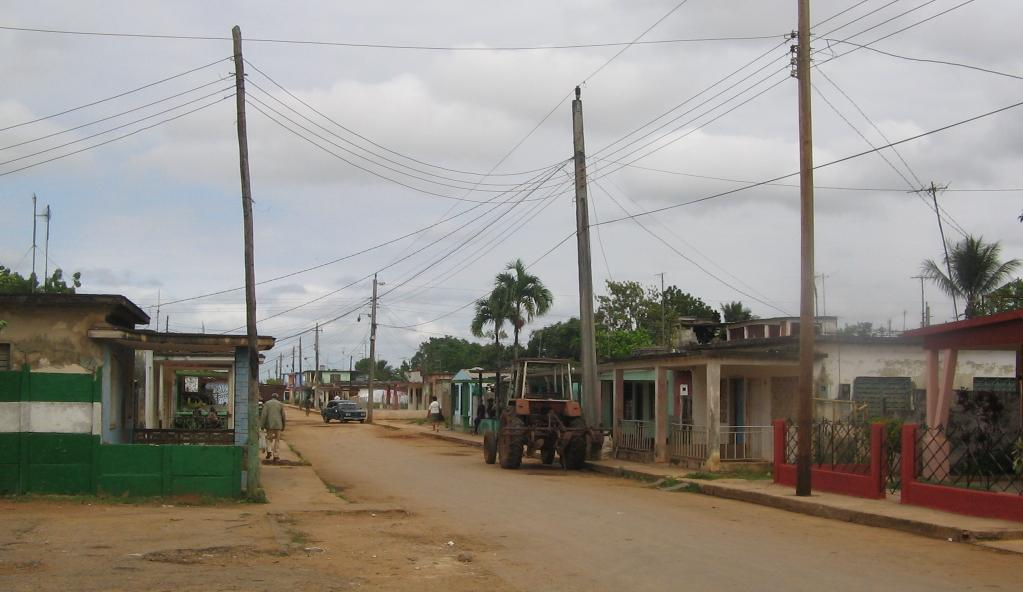
Perico, município de Cuba de cerca de 30 mil habitantes

Perico é um município de Cuba pertencente à província de Matanzas. 